# Huonville
Huonville is een plaats in de Australische deelstaat Tasmanië en telt 1700 inwoners (2006). Het ligt aan de Huon River.